# لله‌لو
لله‌لو، روستایی از توابع بخش کاغذکنان شهرستان میانه در استان آذربایجان شرقی ایران است، قدمت این روستا به دوران هخامنشی برمیگردد، اهالی این روستا بسیار مذهبی هستند و در دوارن دفاع مقدس شهدای زیادی از جمله شهید علی درخشان را تقدیم کشورشان کرده اند. این روستا از روستاهای بزرگ منطقهٔ کاغذکنان محسوب می‌شود

## جمعیت
این روستا در دهستان قافلانکوه شرقی قرار دارد و بر اساس سرشماری مرکز آمار ایران در سال ۱۳۸۵، جمعیت آن ۵۲۰ نفر (۱۵۵ خانوار) بوده‌است.
مردم این روستا به زبان ترکی آذربایجانی تکلم می‌کنند.